# Petraliella megafera
Petraliella megafera är en mossdjursart som beskrevs av Ratna Guha och Gopikrishna 2007. Petraliella megafera ingår i släktet Petraliella och familjen Petraliellidae. Inga underarter finns listade i Catalogue of Life.